# Paravachonium insolitum
Espèce
Paravachonium insolitum est une espèce de pseudoscorpions de la famille des Bochicidae.

## Distribution
Cette espèce est endémique de l'État de San Luis Potosí au Mexique. Elle se rencontre à Ciudad Valles dans la grotte Sótano de la Tinaja.

## Description
La femelle holotype mesure 3,93 mm.

## Publication originale
- Muchmore, 1982 : Some new species of pseudoscorpions from caves in Mexico (Arachnida, Pseudoscorpionida). Bulletin of the Texas Memorial Museum, vol. 28, p. 63-78.